# Braiilivka, Nova Ușîțea
Braiilivka (în ucraineană Браїлівка) este localitatea de reședință a comunei Braiilivka din raionul Nova Ușîțea, regiunea Hmelnîțkîi, Ucraina.

## Demografie
Componența lingvistică a localității Braiilivka
     Ucraineană (99,32%)
     Alte limbi (0,69%)
Conform recensământului din 2001, majoritatea populației localității Braiilivka era vorbitoare de ucraineană (99,32%), existând în minoritate și vorbitori de alte limbi.